# Альфонсо Фройлас
Альфонсо Фройлас (Альфонсо Горбун; исп. Alfonso Froilaz el Jorobado; умер после 932 года) — король Леона в 925 году и Галисии в 925—926 годах.

## Биография
Сын и наследник короля Леона, Галисии и Астурии Фруэлы II.
После вступления на престол был свергнут с трона двоюродными братьями, сыновьями короля Леона и Галисии Ордоньо II (Санчо, Альфонсо и Рамиро). Те выступили с оружием против него через несколько месяцев после его коронации, так как считали, что имеют больше прав на трон, поскольку, по их мнению, трон Королевства Леон был узурпирован отцом Альфонсо Фройласа, Фруэлой II, младшим братом их отца Ордоньо II.
В 925 году Альфонсо Фройлас был изгнан из Леонского королевства, и королём здесь был провозглашён Альфонсо Ордоньес под именем Альфонсо IV. Таким образом Альфонсо Фройлас был исключён из общего списка королей Леона, и считать его узурпатором престола стало нормой для испанских средневековых историков.
В 926 году Альфонсо был изгнан и из Галисии, однако до самой своей смерти продолжал безуспешно оспаривать её престол у сыновей Ордоньо II.
Укрепившись в горных районах Астурии, Альфонсо Фройлас совершал нападения на области Леона и Галисии. Однако в 932 году он был разбит королём Рамиро II, взят в плен вместе со своими братьями Ордоньо и Рамиро, ослеплён, и заключён в монастырь Руифорко. О дальнейшей судьбе Альфонсо Фройласа ничего не известно.